# Lascha Gobadse
Lascha Gobadse (georgisch ლაშა გობაძე; * 10. Januar 1994 in Chulo, Adscharien, Georgien) ist ein georgischer Ringer. Er wurde 2019 Weltmeister im griechisch-römischen Stil in der Gewichtsklasse bis 82 kg Körpergewicht.

## Werdegang
Lascha Gobadse begann bereits im Jahr 2000 mit dem Ringen. Er gehört dem Sportclub Adjana Batumi an und wird von Lewan Schawadse trainiert. Er ringt nur im griechisch-römischen Stil und wiegt als Erwachsener bei einer Größe von 1,73 Metern ca. 85 kg. Er ist auch in deutschen Ringerkreisen gut bekannt, weil er auch für den VfK Schifferstadt auf die Matte geht. Z.Zt. ist er Ringerprofi.
Seinen ersten Start bei einer internationalen Meisterschaft absolvierte er 2009 bei der Junioren-Europameisterschaft (Altersgruppe "Cadets") in Zrenjanin. In der Gewichtsklasse bis 69 kg musste er dort aber noch Lehrgeld bezahlen und kam nur auf den 24. Platz. Bereits ein Jahr später gewann Lascha Gobadse bei der Junioren-Europameisterschaft ("Cadets") in Sarajewo in der Gewichtsklasse bis 76 kg mit einer Bronzemedaille seine erste Medaille bei einer internationalen Meisterschaft.
2011 gewann er zwei weitere Medaillen bei internationalen Meisterschaften. Bei der Junioren-Europameisterschaft ("Cadets") in Warschau belegte er den 2. Platz und bei der Junioren-Weltmeisterschaft ("Cadets") in Szombathely kam er auf den 3. Platz. Bei beiden Meisterschaften rang er in der Gewichtsklasse bis 76 kg Körpergewicht.
Ab 2012 gehörte Lascha Gobadse der Juniorenkategorie "Juniors" an. bei der wieder andere Gewichtslimits als bei den "Cadets" galten. Bei der Junioren-Europameisterschaft 2012 (Juniors) in Zagreb kam er in der Gewichtsklasse bis 74 kg nur auf den 11. Platz. 2013 und 2014 gewann er bei den Junioren-Europameisterschaften ("Juniors") bzw. bei den Junioren-Weltmeisterschaften ("Juniors") drei Bronzemedaillen. Islam Abbasow aus Aserbaidschan und Denis Kudla aus Deutschland waren schon in jenen Jahren seine härtesten Konkurrenten um die jeweiligen Titelgewinne.
Im März 2015 gewann Lascha Gobadse bei der U 23-Europameisterschaft im polnischen Wałbrzych in der Gewichtsklasse bis 80 kg seinen ersten internationalen Meistertitel. Im Finale siegte er dabei über Sargis Kotscharjan aus Armenien. Im Juni 2015 wurde er bei den Europaspielen in Baku bei den Senioren eingesetzt. Er kam dort in der Gewichtsklasse bis 80 kg nach einem Sieg über Jonas Bossert aus der Schweiz und einer Niederlage gegen Viktor Sasunowski, Weißrussland, aber nur auf den 10. Platz. Im September 2015 startete er in Las Vegas erstmals bei einer Weltmeisterschaft der Senioren. In der gleichen Gewichtsklasse siegte er dort gegen Nikolaos Varkas, Griechenland, Pear Balo, Serbien und Jewgeni Salejew, Russland. Im Halbfinale unterlag er gegen den erfahrenen Selcuk Cebi aus der Türkei. Er erkämpfte sich aber mit einem Sieg über Samat Schirdakow aus Kirgisistan noch eine Bronzemedaille.
2016 wurde Lascha Gobadse in Russe in der Gewichtsklasse bis 80 kg erneut U 23-Europameister. Auf dem Weg zu diesem Erfolg siegte er u. a. im Halbfinale über Hannes Wagner aus Deutschland und im Finale über Burhan Abdudak aus der Türkei. Für einen Start bei den Olympischen Spielen 2016 in Rio de Janeiro konnte er sich nicht qualifizieren, da die Gewichtsklasse bis 80 kg Körpergewicht ist nicht olympisch ist.
Bei der U 23-Europameisterschaft 2017 in Szombathely gewann er in der Gewichtsklasse bis 85 kg nach einer Niederlage im Halbfinale gegen Ruslan Jusupow aus Russland eine Bronzemedaille und bei der U 23-Weltmeisterschaft dieses Jahres in Bydgoszcz wurde er in der Gewichtsklasse bis 80 kg im Finale von Burhan Akbudak geschlagen.
2018 wurde Lascha Gobadse vom georgischen Ringer-Verband in der Gewichtsklasse bis 82 kg wieder bei einer Weltmeisterschaft eingesetzt. Er verlor dort aber schon in der Qualifikation gegen Saeid Mourad Abdvali aus dem Iran. Da dieser das Finale nicht erreichte, schied er aus und belegte nur den 26. Platz.
Bei der Europameisterschaft 2019 in Bukarest erreichte er in der Gewichtsklasse bis 82 kg das Finale, in dem er gegen Rajbek Bisultanow aus Dänemark knapp nach Punkten verlor. Den größten Erfolg in seiner Laufbahn erreichte Lascha Gobadse im September 2019 in Nur-Sultan (Kasachstan). Er wurde dort in der Gewichtsklasse bis 82 kg mit Siegen über John Stefanowicz, USA, Qian Haitao, China, Nurbek Chaschinbekow, Usbekistan und Rafik Huseinow, Aserbaidschan, Weltmeister.
Ob Lascha Gobadse bei den Olympischen Spielen 2020 in Tokio starten kann, hängt davon ab, ob er sich in der Gewichtsklasse bis 77 kg Körpergewicht, in die er abtrainieren müsste, oder in der Gewichtsklasse bis 87 kg Körpergewicht qualifizieren kann. Die Gewichtsklasse bis 82 kg Körpergewicht ist nicht olympisch.
Bei der Europameisterschaft 2020 in Rom stand er in der Gewichtsklasse bis 82 kg auf der Matte. Er verlor in Rom schon in der Qualifikation gegen Stanislau Schafarenka aus Weißrussland. Da dieser das Finale nicht erreichte, schied Lascha Gobadse aus und kam nur auf den 15. Platz.

## Internationale Erfolge
| Jahr | Platz | Wettbewerb                                           | Gewichtsklasse | Ergebnisse |
| 2009 | 24.   | Junioren-EM ("Cadets") in Zrenjanin                  | bis 69 kg      | Sieger: Islam Tschagajew, Russland vor Sosorko Gasdijew, Schweden |
| 2010 | 3.    | Junioren-EM ("Cadets") in Sarajewo                   | bis 76 kg      | hinter Timur Chamikajew, Russland und Nikolai Dobrew, Bulgarien |
| 2011 | 2.    | Junioren-EM ("Cadets") in Warschau                   | bis 76 kg      | hinter Muhamed Kogotischew, Russland, vor Denis Kudla, Deutschland und Jonathan Jersgren, Schweden                                                                                         |
| 2011 | 3.    | Junioren-WM ("Cadets") in Szombathely                | bis 76 kg      | nach Siegen über Elmaddin Ramasanow, Aserbaidschan und Alexej Beljajew, Ukraine, einer Niederlage gegen Ogushan Mesut Sarisoy, Türkei und einem Sieg über Eividas Stankevicius, Litauen    |
| 2012 | 11.   | Junioren-EM ("Juniors") in Zagreb                    | bis 74 kg      | Sieger: Islam Tschagajew vor Kasbek Kilow, Weißrussland |
| 2013 | 3.    | Junioren-EM ("Juniors") in Skopje                    | bis 74 kg      | nach Siegen über Krisztian Simon, Slowakei und Alexander Henuvenia, Weißrussland, einer Niederlage gegen Adlan Akijew, Russland und einem Sieg über Chadschimurad Baghmanow, Aserbaidschan |
| 2013 | 14.   | Junioren-WM ("Juniors") in Sofia                     | bis 74 kg      | nach einem Sieg über Geordan Aaron Speiller, USA und einer Niederlage gegen Samat Schirdakow                                                                                               |
| 2014 | 3.    | Junioren-EM ("Juniors") in Kattowitz                 | bis 84 kg      | hinter Islam Abbasow, Aserbaidschan und Denis Kudla |
| 2014 | 3.    | Junioren-WM ("Juniors") in Zagreb                    | bis 84 kg      | hinter Islam Abbasow und Denis Kudla |
| 2015 | 1.    | U 23-EM in Wałbrzych                                 | bis 80 kg      | nach Siegen über Dogan Gökdas, Türkei, Nikolaos Varkas, Griechenland, Zoltan Keri, Ungarn und Sargis Kocharjan, Armenien                                                                   |
| 2015 | 10.   | Europaspiele in Baku                                 | bis 80 kg      | nach einem Sieg über Jonas Bossert, Schweiz und einer Niederlage gegen Viktor Sasunowski, Beißrussland                                                                                     |
| 2015 | 3.    | WM in Las Vegas                                      | bis 80 kg      | nach Siegen über Nikolaos Varkas, Petar Balo, Serbien und Jewgeni Salejew, Russland, einer Niederlage gegen Selcuk Cebi, Türkei und einem Sieg über Samat Schirdakow                       |
| 2015 | 1.    | Golden-Grand-Prix in Baku                            | bis 80 kg      | vor Rafik Huseinow, Aserbaidschan, Aishan Aishan, China und Elwin Mursalijew, Aserbaidschan                                                                                                |
| 2016 | 1.    | U 23-EM in Russe (Bulgarien)                         | bis 80 kg      | nach Siegen über Bogdan Kourinnoi, Schweden, Jaroslaw Filchakow, Ukraine, Hannes Wagner, Deutschland und Burhan Akbudak, Türkei                                                            |
| 2017 | 3.    | U 23-EM in Szombathely                               | bis 85 kg      | nach einem Sieg über Andrej Gladkich, Ukraine, einer Niederlage gegen Ruslan Jusupow, Russland und einem Sieg über Stefan Railean, Moldawien                                               |
| 2017 | 2.    | U 23-WM in Bydgoszcz                                 | bis 80 kg      | hinter Burhan Akbudak, vor Rosian Dermanski, Bulgarien und Andrej Antonjuk, Ukraine |
| 2018 | 1.    | "Vehbi-Emre" & "Hamit-Kaplan"-Memorial in Istanbul   | bis 82 kg      | vor Emrah Kus, Türkei, Viktor Sansunowski und Elwin Mursalijew |
| 2018 | 26.   | WM in Budapest                                       | bis 82 kg      | nach einer Niederlage gegen Saeid Mourad Abdvali, Iran |
| 2019 | 2.    | EM in Bukarest                                       | bis 82 kg      | nach Siegen über Mihai Bradu, Moldawien, Alexander Komarow, Russland und Vili Tapio Ropponen, Finnland und einer Niederlage gegen Rajbek Bisultanow, Dänemark                              |
| 2019 | 3.    | "Wladyslaw-Pytlasinski"-Memorial in Warschau         | bis 87 kg      | hinter Artur Schahinjan und Maksim Manukjan, beide Armenien |
| 2019 | 1.    | WM in Nur-Sultan                                     | bis 82 kg      | nach Siegen über John Stefanowicz, USA, Qian Haitao, China, Nurbek Chaschinbekow, Usbekistan und Rafik Huseinow, Aserbaidschan                                                             |
| 2020 | 9.    | Großer Preis von Frankreich "Henri-Deglane" in Nizza | bis 87 kg      | Sieger Kiril Markewitsch, Weißrussland vor Nikolai Stadub, Ukraine |
| 2020 | 15.   | EM in Rom                                            | bis 82 kg      | nach einer Niederlage gegen Stanislau Schafarenka, Weißrussland |

Erläuterungen
- alle Wettbewerbe im griechisch-römischen Stil
- WM = Weltmeisterschaft, EM = Europameisterschaft
- Altersgruppe "Cadets" bis zum 17. und Altersgruppe "Juniors" bis zum 20. Lebensjahr